# WAP11
Linksys WAP11
Es Access Point de 11 Mbit/s (802.11b) inalámbrico fabricado por Linksys, que permite interconectar varios ordenadores mediante enlaces Ethernet 802.3 y 802.11b inalámbricas. 
Este AP(Access Point) también a partir de la versión 2.2 tiene funciones como AP-client, AP-brigde, Repeter 
Este AP dispone de varios modelos:

## Revisiones de hardware
| Versión del WAP11 | Velocidad de CPU | Capacidad de memoria RAM | Capacidad de memoria flash | Más información |
| ----------------- | ---------------- | ------------------------ | -------------------------- | --- |
| 1.0               | XX MHz           | 8 MiB                    | 2 MiB                      | sin info. |
| 1.1               | XX MHz           | 16 MiB                   | 4 MiB                      | Trae un puerto USB, y 1 puerto Ethernet 10 Mbit/s. Fuente 5V 2.5A |
| 2.2               | XX MHz           | X MiB                    | 4 MiB                      | Trae un pcmcia wireless interno, viene de fábrica con una potencia de 20 dBm (100 mW) utiliza el procesador Texas Instruments TI ACX100 que te permite hasta 22 Mbit/s de conexión. Para habilitar los 22 Mbit/s entra en la página GUI del AP a /weca.htm. También se puede cambiar de firmware por el D-Link DWL-900AP+ |
| 2.6               | XX MHz           | X MiB                    | X MiB                      | Misma apariencia física que el 1.1 y 2.2 el todavía con el logo original de Linksys, se puede aumentar la potencia via SNMP hasta 100 mW |
| 2.8               | 75 MHz           | 8 MiB                    | 2 MiB                      | Idéntico a las versiones posteriores salvo el logo del Linksys cambia por el de cisco. Esta versión se puede cargar el firmware del D-Link DWL-700AP por ser hardware idéntico |

## Enlaces relevantes
- LinksysWap11 - Seatle wireless LinksysWap11 - Seatle wireless
- WAP11 v2.2 Fotos del wap11 v2.2

- Datos: Q6165850